# Trigomphus svenhedini
Trigomphus svenhedini là loài chuồn chuồn trong họ Gomphidae. Loài này được Sjöstedt mô tả khoa học đầu tiên năm 1933.